# Gerry Doran
Pas d'image ? Cliquez ici

a Compétitions nationales et continentales officielles uniquement.

b Matchs officiels uniquement.
Gerald Percy Doran dit Gerry Doran, né le 15 juillet 1877 à Dublin et mort le 31 mars 1943 à Dún Laoghaire, est un joueur de rugby à XV irlandais, qui a évolué avec l'équipe d'Irlande et le club de Lansdowne RFC au poste d'ailier.

## Biographie
Gerry Doran dispute son premier test match le 18 février 1899 contre l'équipe d'Écosse. Son dernier test match est contre l'équipe d'Angleterre le 13 février 1904. Gerry Doran a remporté le Tournoi britannique de rugby à XV 1899. Il a joué deux test matchs avec les Lions britanniques en 1899 en Australie.

## Palmarès
- Vainqueur du Tournoi en 1899

## Statistiques

### En équipe nationale
- 8 sélections en équipe nationale
- 6 points (2 essais)
- Sélections par années : 2 en 1899, 2 en 1900, 2 en 1902, 1 en 1903, 1 en 1904
- Tournois britanniques disputés : 1899, 1900, 1902, 1903, 1904

### Avec les Lions britanniques
- 2 sélections avec les Lions britanniques
- Sélections par année : 2 en 1899